# Milcovul
Milcovul es una comuna ubicada en el distrito de Vrancea, Rumania.

## Superficie
Abarca una superficie de 27,53 km².

## Demografía
Hasta 2021 la población era de 3537 habitantes, con una densidad de población de 128,5 hab./km².